# デジタル・リアルティ
デジタル・リアルティ（英: Digital Realty Trust Inc.）は、データセンターの保有・リースおよび関連サービスを行う不動産投資（REIT）・管理会社。アメリカ合衆国・カリフォルニア州・サンフランシスコに本拠を置き、世界14カ国、210カ所以上にデータセンターを保有している。ニューヨーク証券取引所上場企業（NYSE: DLR）。

## 沿革
2004年、サンフランシスコのプライベート・エクイティ・ファンドであるGIパートナーズが、孤立していた21のデータセンター資産を取得し一つの企業で安定した運用を行う目的で設立し、11月に株式上場を行った。2005年にアムステルダムやジュネーヴの資産を取得しヨーロッパ大陸に進出、2007年3月にGIパートナーズがデジタル・リアルティの全ての株式を売却し、資本上の独立を果たした。2010年にシンガポールの資産を買収しアジアに進出、2015年10月、同業のTelxを買収、2016年5月、同業のエクイニクスからフランクフルトなどヨーロッパの8つのデータセンターを買収、2017年9月、ワシントンD.C.に拠点を置く同業のDuPont Fabrosを併合、2018年12月、ブラジルの同業Ascentyを買収した。 
地域別の売上としては、北米が8割以上、ヨーロッパが約1割である。米国内でも特にバージニア州北部地域が2割以上の割合となる最大の売上を持ち、シカゴ、シリコンバレー、ニューヨークを合わせて売上全体の過半数に達する。
売上面での最大の顧客はFacebookおよびIBMであり、また競合のエクイニクスもデジタル・リアルティの主要顧客の一つとなっている。

## MCデジタル・リアルティ
日本では三菱商事との合弁企業「MCデジタル・リアルティ株式会社（MC Digital Realty Inc.）」が2017年9月に設立されている（出資は50％、50％）。オフィスは東京（虎ノ門）にあり、東京都三鷹市に2棟、大阪府茨木市に1棟、同箕面市（市道をはさんだ隣接地）に2棟データセンターを保有し、後者の大阪ではさらに追加1棟の建設を進めている。千葉県印西市では1棟を保有し、さらに隣接する土地にて追加1棟の建設を進めている。